# Klisura, Surdulica
Klisura (izvirno srbsko Клисура) je naselje v Srbiji, ki upravno spada pod Občino Surdulica; slednja pa je del Pčinjskega upravnega okraja.

## Demografija
V naselju živi 308 polnoletnih prebivalcev, pri čemer je njihova povprečna starost 56,9 let (53,0 pri moških in 60,5 pri ženskah). Naselje ima 169 gospodinjstev, pri čemer je povprečno število članov na gospodinjstvo 1,96.
Prebivalstvo je večinoma nehomogeno, a v času zadnjih treh popisov je opazno zmanjšanje števila prebivalcev.
|  |

| Demografija | Demografija     | Demografija     |
| Leto        | Št. prebivalcev | Št. prebivalcev |
| ----------- | --------------- | --------------- |
|             |                 |                 |
|             |                 |                 |
|             |                 |                 |
|             |                 |                 |
| 1948        | 2315            |                 |
| 1953        | 2341            |                 |
| 1961        | 2211            |                 |
| 1971        | 1731            |                 |
| 1981        | 999             |                 |
| 1991        | 508             | 508             |
| 2002        | 336             | 332             |
|             |                 |                 |

| Etnična sestava po popisu iz leta 2002 | Etnična sestava po popisu iz leta 2002 | Etnična sestava po popisu iz leta 2002 | Etnična sestava po popisu iz leta 2002 | Etnična sestava po popisu iz leta 2002 |
| -------------------------------------- | -------------------------------------- | -------------------------------------- | -------------------------------------- | -------------------------------------- |
| Bolgari                                | Bolgari                                |                                        | 199                                    | 59,93%                                 |
| Srbi                                   | Srbi                                   |                                        | 101                                    | 30,42%                                 |
| Jugoslovani                            | Jugoslovani                            |                                        | 1                                      | 0,30%                                  |
| Neznano                                | Neznano                                |                                        | 3                                      | 0,90%                                  |